# История отечественной электронной вычислительной техники
«История отечественной электронной вычислительной техники» — энциклопедическое справочное издание, освещающее в хронологической последовательности основные направления, приоритеты и этапы создания средств электронной вычислительной техники ведущими организациями СССР и России, производство которых обеспечило научные и промышленные достижения в целях повышения обороноспособности страны, освоения космоса, развития атомной энергетики и других сфер деятельности.
Сведения о некоторых разработках и их военных применениях долгое время не были доступны в открытых источниках.
В статьях авторов, среди которых Главные конструкторы систем и ведущие разработчики технических средств, представлена широкая картина научных исследований и обобщён опыт конструирования и применения ЭВМ — от ламповых вычислительных машин первого поколения до бортовых и многопроцессорных вычислительных систем на микропроцессорах.

## Редакционная коллегия
Член редакционной коллегии издания, основатель Российского виртуального компьютерного музея Э. М. Пройдаков, отмечал необходимость написать и преподавать историю советской и российской вычислительной техники, «потому что сейчас школьники прекрасно знают, как Билл Гейтс написал первую программу на ассемблере, но гораздо хуже знают, кто и что делал здесь. А здесь создавались совершенно уникальные, удивительные системы».
Энциклопедия «История отечественной электронной вычислительной техники» издана по инициативе Департамента радиоэлектронной промышленности Минпромторга России .
В состав редакционной коллегии вошли учёные, разработчики и руководители предприятий, принимавших непосредственное участие в создании основных семейств ЭВМ:
- Б. А. Бабаян, член-корреспондент РАН;
- Г. А. Егоров, А. К. Ким, Н. Л. Прохоров (ИНЭУМ им. И. С. Брука);
- В. К. Кононенко, В. С. Мухтарулин, Ю. В. Рогачёв (НИИВК им. М. А. Карцева);
- В. К. Левин, академик РАН, (НИИ «Квант»);
- В. М. Нейман (НИИ супер ЭВМ);
- Э. М. Пройдаков (виртуальный компьютерный музей);
- В. В. Пржиялковский (НИЦЭВТ);
- Г. Г. Рябов, член-корреспондент РАН, Б. М. Улановский (ИТМ и ВТ им. С. А. Лебедева РАН);
- Я. Ф. Хетагуров (Концерн «Моринформсистема-Агат»);
- В. И. Штейнберг (НИИ «Аргон»).

## Основные разделы
Информационные материалы распределены по разделам:
- вычислительная техника на лампово-диодной элементной базе
- стационарная вычислительная техника на базе транзисторов
- стационарная электронная вычислительная техника на базе интегральных микросхем
- мобильная и бортовая вычислительная техника
- вычислительная техника на базе микропроцессоров и ПЛИС
- разработка и применение вычислительной техники в Академии наук и вузах.

Издание отражает приоритеты и историю создания образцов отечественной вычислительной техники, обеспечивших успехи страны «в освоении космоса, формировании атомной энергетики и обеспечении обороноспособности страны».
Историческая значимость издания заключается в систематизированном изложении направлений научного поиска, задач, которые ставились в связи с необходимостью повышения эффективности применения вычислительной техники и улучшения её тактико-технические характеристик, а также способов достижения поставленных целей, тем более, что «создатели первых ЭВМ практически не оставили письменных документов, рассказывающих о том, как появлялись и приобретались эти знания. Решения находились интуитивно или эмпирически, с нуля рождались алгоритмы и методы, ставшие потом каноническими».

## Биографическая энциклопедия
Историки науки отмечали, что в настоящее время мало известны «имена многих замечательных отечественных учёных внёсших замечательный вклад в становление и развитие кибернетики и автоматики».
В дополнительный том энциклопедии включены около тысячи творческих биографий персоналий почти 40 организаций науки, промышленности и обороны, лично участвовавших в создании и совершенствовании электронной вычислительной техники с момента её зарождения в СССР. В приложении приведён алфавитный перечень предприятий с историческими справками об их вкладе в развитие отрасли.

## Оценка значимости
Факт выпуска научного труда «История отечественной электронной вычислительной техники» отмечен расширенным совещанием руководителей предприятий радиопрома 2015 года.
Интуиция и логика выбора основных направлений разработок учёными прошлых лет, вклад которых обеспечил достижения и эволюцию отечественных ЭВМ, интересны не только специалистам и студентам, «но и широкому кругу читателей».
Геля Рузайкин в статье журнала «Открытые системы. СУБД» (2015, № 01) отметил, что издание «безусловно, является событием в историографии отечественной вычислительной техники … и позволяет оценить масштаб проводившихся в СССР работ по созданию экосистемы ИТ из научно-исследовательских институтов, конструкторских бюро и промышленных предприятий».
Ассоциация книгоиздателей России (АСКИ) за гармоничное сочетание содержания, качества редакционной и оформительской подготовки и полиграфического исполнения включила «Историю отечественной электронной вычислительной техники» в лонг-лист конкурса «Лучшие книги года 2014» в номинации «Лучшее издание по естественным наукам, технике и медицине».
Книга вызвала не только интерес научно-технической общественности, но и предложения по её пополнению. Тираж издания был реализован в рекордный срок. Департаментом радиоэлектронной промышленности Минпромторга России была поддержана инициатива Издательского дома и редакционной коллегии о выпуске в 2017 году второго издания книги, дополненного и расширенного целым рядом новых статей.